# Björn Andersson (politiker)
Björn Andersson, född 1970 i Borås i Västergötland, är en svensk advokat och socialdemokratisk politiker.

## Politisk karriär
Under juridikstudier i Uppsala blev han aktiv i den socialdemokratiska studentföreningen Laboremus, var SSF:s ordförande mellan 1997−1999 samt vice ordförande i SFS mellan 1994−1995. Andersson var politiskt sakkunnig i Justitiedepartementet mellan 2000−2002 och i Statsrådsberedningen mellan 2002−2003. Åren 2003−2006 arbetade han som planeringschef och chef för politiska sekretariatet på Statsrådsberedningen. Han var Socialdemokraternas kanslichef mellan 2014−2016.